# Little Bit
Little Bit é o primeiro extended play da carreira da cantora e compositora sueca Lykke Li, lançado no dia 24 de setembro de 2007. O EP foi lançado apenas na Inglaterra, Suíça, Suécia e Suiça em formato físico, e para o restante do mundo em formato digital pelo iTunes, Amazon entre outros sites de streaming digital.

## Produção
O primeiro EP de Lykke Li contou com a produção de Björ Yttling.

## Faixas
1. "Little Bit"
2. "Dance Dance Dance"
3. "Everybody But Me"
4. "Time Flies"

### Maxi Single 12"
Lado A
1. "Little Bit"
2. "Dance, Dance, Dance"
3. "Everybody But Me"
4. "Time Flies"

Lado B
1. "Little Bit" (Loving Hand Remix)
2. "Little Bit" (CSS Remix)
3. "Little Bit" (Staygold's Skansen Remix)

## Gráficos
| Gráfico (2008)               | Pico posição |
| ---------------------------- | ------------ |
| Belgian Tip Chart (Flanders) | 9            |
| Swedish Singles Chart        | 20           |

## Data de lançamento
| País           | Data                    | Formato                     | Gravadora           |
| -------------- | ----------------------- | --------------------------- | ------------------- |
| Suécia         | 24 de Setembro de 2007  | Download digital            | LL Recordings       |
| Suécia         | 2007                    | Promo CD single, 10" single | LL Recordings       |
| Reino Unido    | 25 de Fevereiro de 2008 | Promo CD single, 7" single  | Moshi Moshi Records |
| Estados Unidos | 6 de Maio de 2008       | EP                          | The Control Group   |
| Reino Unido    | 24 de Outubro de 2008   | Digital download            | Atlantic Records    |
| Reino Unido    | 27 de Outubro de 2008   | 12" single                  | Atlantic Records    |